# 薩利科韋 (格尼奇斯克區)
46°10′25″N 34°35′53″E / 46.17361°N 34.59806°E

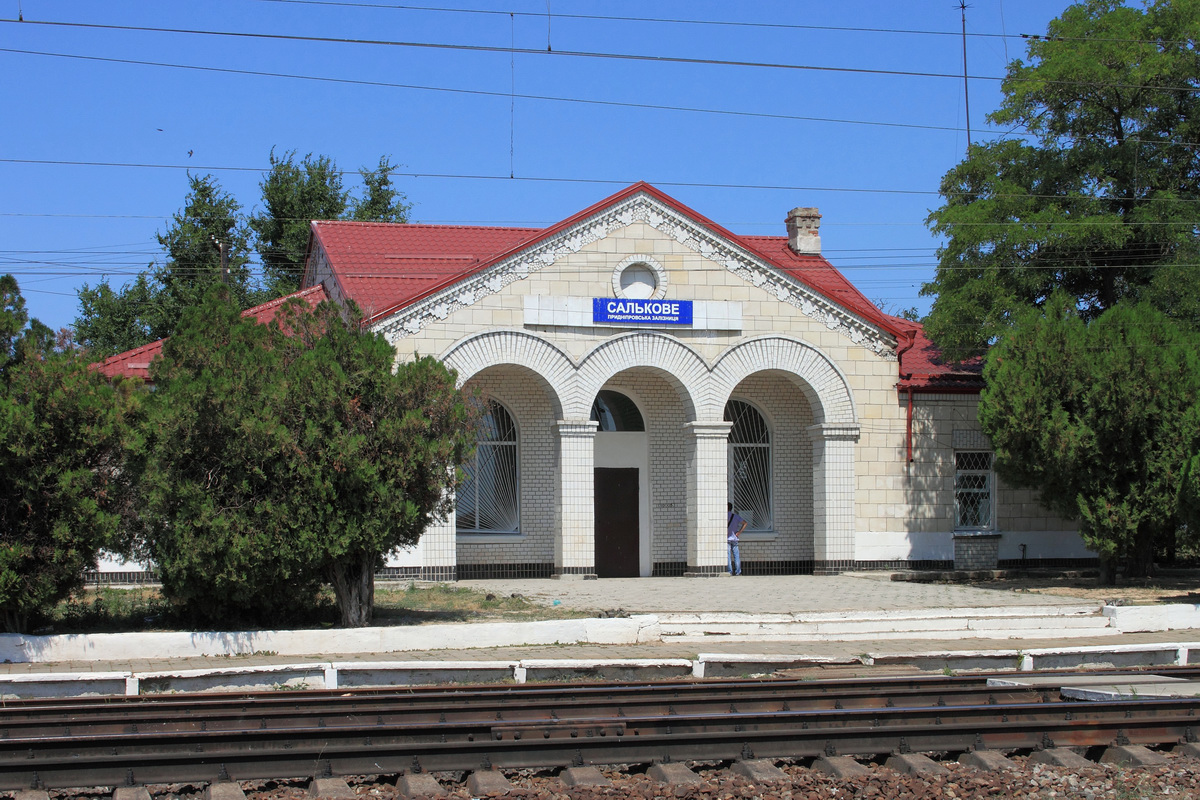

薩利科韋（烏克蘭語：Салькове）是位於烏克蘭南部的村莊，由赫爾松州海尼切斯克區的海尼切斯克市镇負責管轄。該村始建於1870年，面積0.16平方公里，海拔高度11米，2001年人口105，人口密度每平方公里668.8人。